# سارا (میسیسیپی)
سارا (به انگلیسی: Sarah) یک منطقهٔ مسکونی در ایالات متحده آمریکا است که در شهرستان تیت، میسیسیپی واقع شده‌است. سارا ۵۷٫۰ متر بالاتر از سطح دریا واقع شده‌است.